# Надмолекулярна химия
Надмолекулярната химия, наричана още супрамолекулярна химия, е интердисциплинарна област в науката, включваща физични, химични и биологични аспекти. Терминът е въведен от Нобеловия лауреат Жан-Мари Лен през 1978 г.
Надмолекулярната химия изучава надмолекулните комплекси - групи от макромолекули, свързани помежду си в резултат от пространствено и химическо съответствие между техните участъци. При образуването им голяма роля имат водните молекули. Хидратационната обвивка, която те образуват около макромолекулите, поддържа триизмерната им форма и електричните заряди. Известни надмолекулни комплекси са клетъчните мембрани, рибозомите,  хроматинът, вирусите.

## Основни класове съединения
- Рецептори:
  - Кавитанди
  - Криптанди
  - Каликсарени

- Супермолекули:
  - Комплекси от типа гост-домакин
  - Ротаксани
  - Катенани

- Ансамбли:
  - Мицели
  - Везикули
  - Мембрани
  - Течни кристали

- Твърди включения:
  - Клатрати
  - Интеркалати